# پاندمی: کرونا دنیا را تکان می‌دهد!
پاندمی: کووید ۱۹ دنیا را تکان می‌دهد! (به انگلیسی: Pandemic!: COVID-19 Shakes the World) کتاب اسلاوی ژیژک دربارهٔ ویروس کرونا کتابی‌ست دربارهٔ یک بحران مشخص در یک وضعیت مشخص. این کتاب (که بخش‌هایی از آن مقالاتی بوده‌اند که ژیژک طی این مدت به سه زبان انگلیسی، فرانسه و آلمانی در برخی رسانه‌ها منتشر کرده) تلاشی برای بررسی همهٔ جوانبِ بحرانِ ناشی از ویروس کرونا است: اگر بپذیریم که یکی از مهارت‌های ژیژک تفسیرهای فلسفی روی موضوعات روزمره باشد (که در ادبیاتِ سترونِ دانشگاهی این رویکرد را با نامِ بی‌مسمای مطالعاتِ فرهنگی می‌شناسند) مسئلهٔ بین‌المللی بحران کرونا تقریباً طیف کاملی از این دست موضوعات را برای او فراهم آورده‌است. موضوعاتی که جسته و گریخته در دیگر متون ژیژک پیدا می‌شود همگی در این‌جا جمع شده‌اند: از وجوه روان‌شناختی و جامعه‌شناختی گرفته تا جنبه‌های فلسفی و ایدئولوژیک و در نهایت تلاش برای پاسخ به این پرسش که با در نظر گرفتن شرایطِ موجود کدام امکانات پیش روی ما به نظر محتمل می‌رسند. در مجموع ژیژک شرایط بحران را فرصتی می‌بیند که طی آن انسان ناگزیر است میانِ دو گزینهٔ رهایی و فروشِ همهٔ دستاوردهای تمدن به ثمن بخس دست به انتخاب زند.

## مصاحبه روزنامه با نوید گرگین، مترجم کتاب
در ابتدا برای آشنایی مخاطبانی که با اصل موضوع کتاب آشنا نیستند، به اختصار بفرمایید که اصلاً کتاب دربارهٔ چیست و حرف اصلی آن چیست؟
در واقع این کتاب هم دربارهٔ ویروس کرونا هست و هم نیست. در حقیقت بخش اعظم آن به جنبه‌های مختلف اجتماعی، اقتصادی، فرهنگی، سیاسی و حتی علمی این بحران پرداخته‌است. اما موضوع به همین‌جا ختم نمی‌شود؛ ژیژک ایده‌های خودش را دربارهٔ امکاناتی که در شرایط کرونایی فراهم می‌آید راجع به مسئله «کمونیسم» مطرح می‌کند. بدین قرار که برای ایده جدیدی از جنبش کمونیسم امکان پیدا می‌کند. ایده‌ای که برآمده از وضعیت بحرانی موجود است و نمی‌توان آن را صرفاً یک ایده بدون مبنا دانست. البته که این موضوعِ چندان با کشورهای کمونیستی موجود سنخیتی ندارد. به همین دلیل است که چند فصل ابتدایی کتاب تماماً به انتقاد از دولت چین می‌گذرد. هم از آن جهت که تا چه اندازه حکومت چین در شکل‌گیری این ویروس نقش بازی کرده و هم از آن جهت که چقدر در فرایند مهارِ ویروس نبود شرایط اولیه دموکراتیک در حکومت دولتگرای چینی می‌تواند به شبهه و حرف و حدیث در رابطه با آمارها و ارقام‌هایی دامن بزند که دولت مطرح می‌کند. فصل‌هایی از کتاب به وضعیت‌های روان‌شناختی و روانکاوانه پس از بحران پاندمی در سطوح فردی و اجتماعی می‌پردازد. مسائل روان‌شناختی به خصوص در روزهایی که محدودیت‌هایی از جنس قرنطینه وجود دارد، اهمیت خاص خود را پیدا می‌کنند. نوع مواجهه افراد با «ترس» از بیماری نیز پیامدهای خودش را به دنبال دارد که می‌تواند همچون دومینو دیگر مسائل و مشکلات روانی موجود در جامعه را تشدید کند (باز هم همچون هر بحران دیگری). دو فصل از کتاب کم و بیش به مسئله مشهور به «زیست سیاست» و «نظارت اجتماعی» ناظر به مسائلی که کسانی مثل میشل فوکو مطرح کرده‌اند، می‌پردازد. در جهان امروز نیز در مواجهه با کرونا کسانی مثل آگامبن (به عنوان یک فیلسوف) یا یووال نوح هراری (به عنوان یک آینده‌پژوه و تاریخ‌نگار) به جنبه‌های «نظارتی» توجه کرده‌اند. این نکته که در وضعیت کرونا چقدر دولت‌ها بیش از این مجاز هستند تا افراد را تحت کنترل و نظارت خود قرار دهند و تا کجا این نظارت مشروع و تا کجا تجاوز به حریم خصوصی افراد است. تز مشهور کسانی مثل هراری این است که در شرایط بحرانی انتخاب میان آزادی و امنیت (در اینجا امنیت جسمی و سلامتی) انسان‌ها حاضر می‌شوند که آزادی خود را به بهای حفظ امنیت به حراج بگذارند و این مسئله به خودی خود می‌تواند پیامدهای ناگواری در پی داشته باشد. در این کتاب ضمایمی از نوشته‌های فیلسوفانی که ژیژک در کتاب به آنها پرداخته به عنوان ضمیمه آورده شده‌است؛ نوشته‌هایی در رابطه با پاندمی از فوکو، آگامبن، نانسی و لورنتسینی. ضرورت وجود این نوشته‌ها از آنجا بود که در متن اشاراتی جسته و گریخته به فوکو و آگامبن وجود داشت و لازم بود تا خواننده بتواند خود نوشته‌ها را مورد قضاوت قرار دهد. نوشته لورنتسینی نیز به خوبی موضوع «زیست سیاست» را در تناظر با بحران صورت‌بندی می‌کرد که بابت ترجمه آن از نیکو سرخوش سپاسگزارم. در کتاب همچنین سه ضمیمه مترجم وجود داشت که هر کدام به جنبه ویژه از کتاب می‌پرداخت. متأسفانه وزارت ارشاد اجازه انتشار ضمیمه اصلی ما که به‌طور خاص به مسئله کرونا در ایران می‌پرداخت را نداد. ضمیمه‌ای با عنوان کرونای «ایرانی» که علاوه بر بررسی تاریخ بحران کرونا در ایران به خصلتِ منحصراً «ایرانی» بحران‌هایی از این دست نیز می‌پرداخت و شاملِ تحلیلی تاریخی و جامعه‌شناختی از این شکلِ بحران در ایران بود و در نهایت به وجوه فلسفی «ایرانیت» در نسبت با بحران (البته تا آنجا که در توان من بود) می‌پرداخت.

## ترجمه به فارسی
- پاندمی، کرونا دنیا را تکان می‌دهد!، ترجمهٔ نوید گرگین. تهران: شب خیز، بهار ۱۳۹۹
- عالمگیر، کووید ۱۹ جهان را تکان می‌دهد!، ترجمهٔ هوشمند دهقان. تهران: صدای معاصر، بهار ۱۳۹۹
- هراس جهانی، کووید ۱۹ جهان را می‌لرزاند، ترجمهٔ شهریار پاک نیا. تهران: نقد فرهنگ، بهار ۱۳۹۹[۴][۵]

## فهرست مطالب
- مقدمه: مرا لمس مکن

1. اکنون همهٔ ما در یک کشتی هستیم
2. چرا همیشه خسته‌ایم؟
3. به سوی کولاکی تام و تمام در اروپا
4. به برهوتِ ویروسی خوش آمدید
5. پنج مرحلهٔ اپیدمی‌ها
6. ویروسِ ایدئولوژی
7. آرامش خود را حفظ کرده، وحشت کنید!
8. نظارت و تنبیه؟ بله لطفاً!
9. آیا تقدیر ما بربریت با چهرهٔ انسانی‌ست؟
10. کمونیسم یا بربریت، به همین سادگی!

- ضمیمه: دو نامهٔ سودمند از دو دوست